# Михель, Дирк
Дирк Михель (нем. Dirk Michel; род. 23 января 1945, Зинн) — западногерманский хоккеист на траве, полевой игрок. Участник летних Олимпийских игр 1968 года, чемпион Европы 1970 года.

## Биография
Дирк Михель родился 23 января 1945 года в общине Зинн в американской зоне оккупации Германии (сейчас в Германии).
Играл в хоккей на траве за кёльнский «Рот-Вайсс» и мюнхенский «Мюнхнер».
В 1968 году вошёл в состав сборной ФРГ по хоккею на траве на летних Олимпийских играх в Мехико, занявшей 4-е место. Играл в поле, провёл 6 матчей, мячей не забивал.
В 1970 году завоевал золотую медаль на дебютном чемпионате Европы в Брюсселе.
В 1966—1971 годах провёл за сборную ФРГ 30 матчей.

## Семья
Сын — Бьёрн Михель (род. 1975), немецкий хоккеист на траве. Бронзовый призёр летних Олимпийских игр 2004 года, участник летних Олимпийских игр 2000 года, чемпион мира 2002 года, трёхкратный чемпион Европы 1995, 1999 и 2003 годов.